# キングアビス
『キングアビス』（KingAbyss）は、なかむらたかしによる日本の漫画作品。
『月刊コミックラッシュ』（ジャイブ）にて2006年9月号より連載、2010年5月号掲載の第42章で第1部完結。

## 概要
単行本は2009年3月に第1巻が発売された後は続刊は不明となっており、連載分の大半が単行本未収録となっていたが、2014年2月に『キングアビス アダマ篇』として、第1部を上・下巻に分けて収録した新装版がパイインターナショナルから発売された。現在、ストーリーは未完となっている。

## ストーリー
異世界の王国『バルバリア』では、アースカレント、アナカレント、ホルスの3種類の異能者と普通人が共存していたが、21年前に突然、バルタザール王の勅命により王都領を除くアースカレントの殲滅が始まった。
バルタザールを討伐するために仲間と共に王都領を目指す旅をしていたキャルは道中、突如現れた怪物から「お前が世界を変える」という言葉と共に左腕の肉片を託される。間もなく怪物は息絶え、怪物を追うように現れたアースカレントの少年・ランベルトから、怪物の正体が科学者達に生体実験を施された自分の兄であることを告げられる。キャル達は怪物の不可解な行動の真意を知るため、怪物が最期に指し示したアダマ島へ歩みを進める。
更に旅を進める中、キャル達はアビスという神秘的な雰囲気を漂わせる少年に出会う。アビスの並外れたアースカレントの能力を目の当たりにしたキャル達は彼を仲間に誘うが、彼の正体は怨敵バルタザールの息子であり、バルバリアの次期王位継承者であった。

## 登場人物

### メインキャラクター
キャル
本作の主人公。アースカレントの少年。パドの襲撃で故郷を亡ぼされ、両親を喪ったことからバルタザールへの復讐を決意する。
半死半生の中、「生き延びろ」という言葉と護身用の短剣を残し、自分とミリアムを見逃してくれたパドに恩義を感じているため、パド自体は彼にとって直接の復讐の対象にはなっておらず、襲撃して来るパドに対しても撃退するまでに留めている。
唯一の肉親であるミリアムを誰よりも大切に思っているが、その思いが裏返って厳しい態度で接してしまうことも多い。
ミリアム
本作のヒロイン。キャルの幼い妹。アナカレント。パドの襲撃時に受けたショックで喋ることが出来なくなった。
パドに村を蹂躙されて悲嘆に暮れる子供に対し、自らの能力で咲かせた花でなぐさめようとするなど、その心根は優しい。
リリ
キャルと行動を共にするアースカレントの少女。明朗快活な姉御肌で、面倒見の良い性格。アシュレのことを良き弟分として扱っているが、彼からの好意には全く気づいていない。
アシュレ
キャルと行動を共にするアースカレントの少年。リリに好意を寄せているが、アースカレントの能力ではリリに劣っており、対等に扱われないことに不満と劣等感を抱いている。
ランベルト
王都領外出身のアースカレントの少年。兄と泥棒まがいの生活を過ごしていたが、サークルに捕縛された末、生体実験で兄を怪物に仕立て上げられてしまう。兄の最期の行動の真意を確かめるべく、キャル達に同行する。
バルタザール
現バルバリア王。「力ある者が国を治めるのが必然」という理念の下、武力を以てしてバルバリアの歴史上初めて王になったアースカレント。それゆえその力をよく知り、王都領を除く全土のアースカレントの殲滅を決断した。
現在は病床に伏し、長らく民衆の前に姿を見せていない。
アビス
声 - 花輪英司（ドラマCD）
バルタザールの三男。次期国王。女性と見間違われる程の美貌の持ち主で表向きは穏やかだが、好意を持って近づいて来た者を人知れず殺害するなど、その内面は残忍で人間の存在を憎悪している。
アースカレントとしての能力は強大で、数人のパドを一瞬で斃すほど。また、ホルスしか存在することのできないグラウンドに自由に立ち入ることができるなど、既存のアースカレントから逸脱した能力を有している。

### サブキャラクター
フロド
バルタザールの次男。アースカレント。アースカレントの才能に恵まれなかったことで肩身の狭い思いをし続けたことが原因で王宮に居られなくなり、現在はアダマ島の僧院に修道士として身を寄せている。
異母弟であるアビスを幼少の頃から実の弟のように可愛がり、王宮を離れた今も気にかけているが、アビスからは距離を置かれている。
エンキドゥ
バルタザールの長男。アースカレント。風采の上がらない男で、自分を差し置いて王位を継ぐことになったアビスを憎む一方、彼の強大なアースカレントの能力を恐れている。
イザベラ
バルタザールの長女。地方の領主の妻として嫁いでいる。
異母弟のアビスが王位を継ぐことを認めず、実弟のエンキドゥに王位を継がせるために暗躍する。
オスカー
パドの部隊長を務めるアースカレントの青年。実直な性格で、性別・年齢を問わず王都領外のアースカレントを殲滅するというバルタザールの勅命に疑問を抱いている。
トドロフ
サークルを取りまとめる科学者。部下からは学長と呼ばれている。
青年時代に両腕と舌を斬り落とされてしまった為、発声器の機能を兼ねたマスクと義手を着装しており、その姿はロボットを髣髴とさせる。
ランベルトの兄に生体実験を施した張本人で、実験を通じてバルバリア有史以前に関わる謎に迫ろうとしている。

## 用語
バルバリア
本書の舞台である中世ヨーロッパに似た王国。
一千年の歴史があり、人口の大部分は普通人。ほとんどの国土は自然には緑が育たないため、各地にアナカレントを派遣している。
アースカレント
「地流波」と呼ばれる特殊な波動を操る能力者。
地流波を電流のように放つほか、集波・固定化することで、「カウロン」と呼ばれる様々な形状の武器を具現化できる。
王都領外出身のアースカレントは、パドの襲撃に巻き込まれることを恐れる普通人から迫害を受けることも多い。
アナカレント
「空流波」と呼ばれる特殊な波動を操る能力者。
大地を肥沃にして木々や草花を育てることができる。
数が少ない上、農作物が自然に育たないバルバリアでは、アナカレントの存在が都市・集落の存亡に繋がる。
ホルス
空に通じる異界「グラウンド」に棲息する、不死の能力者。
巨躯に昆虫のような翅、身体中に浮かび上がった模様など、その姿は人間からかけ離れているが、他の能力者と同様に人間から生まれる。
時折地上に降り立ち、番いになったアナカレントと心を通わせる。
パド
王に仕える軍隊。王都領内出身のアースカレントにより編成される。
特殊な訓練を受けており、カウロンと同時に鎧を具現化することができる。
サークル
アナカレントの皮膚を移植することで普通人にアナカレントの能力を持たせる手術や、地流波を無効化する装置の開発など、能力者に関連した研究を行う科学者集団。
アダマ
バルバリア建国以前に存在したイダムという国に現れた聖人。
現在は王都領より北西にあるアダマ島にその名を残し、僧侶たちの信仰の対象になっている。

## 既刊一覧
1. 2009年3月15日初版、同年3月7日発売 ISBN 9784861766220

新装版
1. 2014年2月10日初版 ISBN 9784756244611
2. 2014年2月10日初版 ISBN 9784756244628